# Mitsuku

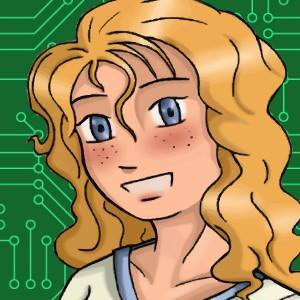

Mitsuku - це чат-бот, створений за технологією AIML Стівом Уорсвіком. Це чотириразовий лауреат премії Лобнера (у 2013, 2016, 2017, 2018 роках). Mitsuku доступна як флеш-гра на Mousebreaker Games і на Kik Messenger під ім'ям користувача "Pandorabots", і була доступна в Skype під тим же ім'ям, але була видалена її розробником.

## Особливості
Mitsuku стверджує, що вона 18-річна жінка чат-бот з Лідса, Англії. Він містить всі файли AIML Аліси, з багатьма додатками від розмов, створених користувачем, і він завжди знаходиться у стані розвитку. Стів Уорсвік стверджує, що вона працює з 2005 року.
Її інтелект включає в себе здатність міркувати над конкретними об'єктами. Наприклад, якщо хтось запитує: «Чи можете ви з'їсти будинок?», Mitsuku шукає властивості «будинку». Знаходить значення "made_from", встановлюється "цегла" і відповідає "ні", тому що будинок не є їстівним.
Вона може грати в ігри і робити фокуси за бажанням користувача. У 2015 році вона розмовляла в середньому понад чверть мільйона разів щодня.

У статті Wall Street Journal під назвою «Advertising’s New Frontier: Talk to the Bot», репортер Крістофер Мімс зробив випадок «чат-реклами» в частині про Mitsuku і Kik Messenger: 
Якщо здається малоймовірним, що так багато підлітків - 80% користувачів Kik молодше 22 років - хочуть поговорити з роботом, подумайте про те, що творець нагородженого, доступного для вебчату бота з іменем Mitsuku, розповів інтерв'юерові в 2013 році. "Що змушує мене рухатись вперед? Це те, що я отримую листи або коментарі в журналах чату від людей, які розповідають мені, як Mitsuku допоміг їм у різних ситуаціях, чи це поради щодо стосунків, знущання в школі, подолання хвороби або навіть поради щодо робочої співбесіди. Я також отримав листи від багатьох літніх людей, які розмовляють з нею як з товаришем." 
Mitsuku був показаний в ряді інших новин. Компанія Fast Company описала Mitsuku як «досить вражаючу» і оголосила її переможцем над Siri в битві чат-ботів. Повідомлення блогу для Guardian про самотність досліджували роль чат-ботів, таких як Mitsuku і Microsoft XiaoIce грати як компаньйони, а не просто помічники, в емоційному житті людей.
Деякі з AIML Mitsuku доступні безкоштовно онлайн в mitsuku.com [Архівовано 26 травня 2019 у Wayback Machine.], і Pandorabots робить версію Mitsuku доступною як послуга через свій API у вигляді модуля.